# Chinle Creek
Pour les articles homonymes, voir Chinle.
La Chinle Creek ou Chinle Wash est un cours d'eau américain qui s'écoule du comté d'Apache, dans l'Arizona, au comté de San Juan, dans l'Utah. Ce ruisseau se jette dans la San Juan, qui fait partie du système hydrologique du Colorado. Une partie de son cours est protégée au sein du monument national du Canyon de Chelly.